# 2014 TU115
2014 TU115 est un objet transneptunien détaché.